# Zimni ogrodnicy

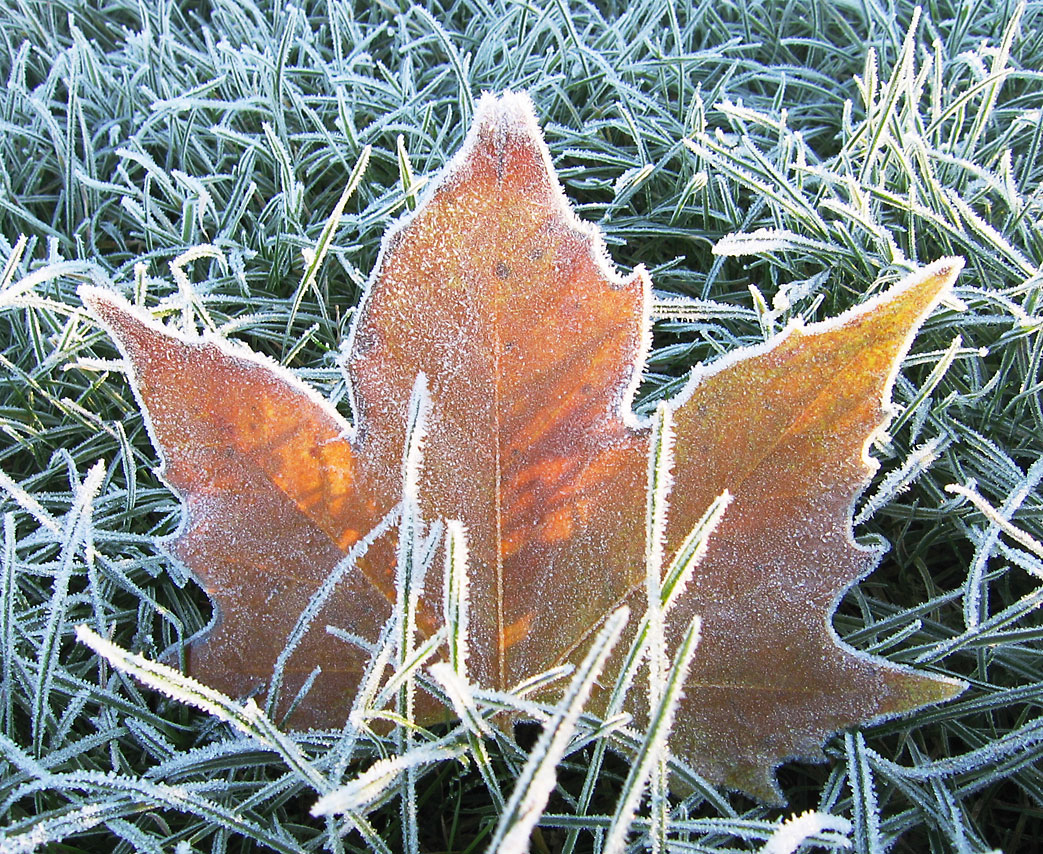

Zimni ogrodnicy, zimna Zośka – majowe zjawisko meteorologiczne, charakterystyczne dla Europy Środkowo-Wschodniej (w tym Polski), kiedy po okresie utrzymywania się wyżu barycznego następuje zmiana cyrkulacji atmosferycznej i przy słabnącym wyżu zaczyna napływać – wraz z niżem barycznym – zimne powietrze z obszarów polarnych, powodując gwałtowne obniżenie temperatury.

## Badania
Analiza danych z lat 1881–1980, przeprowadzona przez Obserwatorium Astronomiczne Uniwersytetu Jagiellońskiego, pokazała, że w 95 spośród tych lat zaobserwowano istotne ochłodzenia w okresie 1–25 maja, przy czym aż w dziewięciu latach spadek temperatury z dnia na dzień przekraczał dziesięć stopni Celsjusza. Na podstawie tych danych ustalono, że najwyższe prawdopodobieństwo ochłodzenia występuje między 10 a 17 maja i wynosi aż 34%.

## Zjawisko a kultura
Zimni ogrodnicy są zjawiskiem, które ze względu na cykliczność, gwałtowność oraz wpływ na rolnictwo, odznaczyło się w kulturach narodów tej części Europy. Nazwy pochodzą od patronów poszczególnych dni – zimni ogrodnicy to św. Pankracy (wspomnienie 12 maja), św. Serwacy (13 maja) i św. Bonifacy (14 maja), a zimna Zośka – św. Zofia (15 maja). Inny patron tego samego dnia, święty Izydor, również został utrwalony w tradycji ludowej z powodu bycia rolnikiem. Według przysłów i obserwacji ludowych ten okres to ostatnie dni wiosennych przymrozków. W tych dniach chłód może się nasilić, lecz po nich nie powinien już zaszkodzić roślinom.
Podobne określenia dla zimnych dni w maju występują również w innych krajach europejskich, np. Eisheiligen (Niemcy, 11–15 maja), Saints de glace (Francja, 11–13 maja), Ijsheiligen (Holandia, 11–15 maja), Trije ledeni možje i Poscana Zofka (Słowenia, 11–15 maja).

- Święta Zofija kłosy rozwija.
- Za świętą Zofiją pola w kłos wybiją.
- Na świętego Izydora często bywa chłodna pora.
- Święty Izydor wołkami orze, kto go poprosi – temu pomoże.
- Pankracy, Serwacy, Bonifacy: źli na ogród chłopacy.